# Regional- und Minderheitensprachen in Europa
Die verschiedenen Regional- und Minderheitensprachen in Europa lassen sich in vier Kategorien unterteilen:
- Die Sprachen von Gemeinschaften in einem einzigen Staat, die dort nicht die Mehrheit darstellen, beispielsweise das Sorbische in Deutschland oder das Walisische im Vereinigten Königreich.
- Die Sprachen von Gemeinschaften in zwei oder mehreren Staaten, die in keinem davon die Mehrheit darstellen, beispielsweise das Baskische in Frankreich und Spanien oder das Samische in Finnland, Norwegen, Russland und Schweden.
- Die Sprachen von Gemeinschaften, die in einem Staat eine Minderheit, in einem anderen jedoch eine Mehrheit darstellen, beispielsweise Dänisch in Deutschland, Finnisch in Schweden und Schwedisch in Finnland.
- Nicht territorial gebundene Sprachen, die traditionsgemäß in einem oder mehreren Staaten gesprochen werden, jedoch nicht einem bestimmten Gebiet zugewiesen werden können, zum Beispiel die Sprachen der Sinti und Roma (Romani), der Juden (Jiddisch), der Jenischen (Jenisch) oder auch der Russland-Mennoniten (Plautdietsch).

Dialekte und Sprachen von Einwanderern sowie die internationale Sprache Esperanto werden nicht hinzugerechnet.
Die Europäische Union rechnet auch Luxemburgisch zu den Minderheitssprachen, da es keine offizielle Amtssprache der EU ist. Bis zum 13. Juni 2005 besaß auch Irisch diesen Status.
Seit mehreren Jahren haben in verschiedenen Ländern der Europäischen Union auch verschiedene Gebärdensprachen den Status von Minderheitensprachen erhalten. Diese werden hier jedoch nicht aufgeführt.

## Länder mit sprachlichen Minderheiten

### Albanien
- Aromunisch
- Griechisch
- Mazedonisch
- Romani
- Serbisch
- Türkisch

### Andorra
- Französisch
- Spanisch

### Belarus
- Lettisch
- Litauisch
- Polnisch
- Romani
- Russinisch
- Slowakisch
- Tatarisch
- Ukrainisch

### Belgien
- Französisch
- Deutsch
- Limburgisch
- Luxemburgisch
- Romani

### Bosnien und Herzegowina
- Romani
- Jiddisch
- Türkisch

### Bulgarien
- Armenisch
- Aromunisch
- Mazedonisch
- Romani
- Rumänisch
- Russisch
- Tatarisch
- Türkisch

### Dänemark
- Deutsch (in Nordschleswig)
- Romani
- Dänische Zeichensprache

### Deutschland
- Dänisch in Schleswig-Holstein
- Jenisch
- Niederdeutsch (inkl. Plautdietsch)
- Niederfränkisch in Nordrhein-Westfalen, mit Limburgisch und Kleverländisch
- Nordfriesisch in Schleswig-Holstein
- Romani
- Saterfriesisch in Niedersachsen
- Sorbisch in der Lausitz, genauer:
  - Obersorbisch in der Oberlausitz in Sachsen
  - Niedersorbisch in der Niederlausitz in Brandenburg

### Estland
- Russisch
- Ukrainisch
- Võro (Dialekt des Estnischen)

### Finnland
- Schwedisch
- Inarisamisch
- Nordsamisch
- Skoltsamisch

### Frankreich
- Arpitanisch
- Baskisch
- Bretonisch
- Deutsch (Elsässisch und Lothringisch (fränkisch))
- Italienisch
- Jenisch
- Katalanisch
- Korsisch
- Niederländisch
- Okzitanisch
- Romani

### Griechenland
- Arvanitika
- Aromunisch
- Bulgarisch
- Mazedonisch
- Meglenorumänisch
- Romani
- Juden-Spanisch
- Türkisch

### Irland
- Shelta
- Irisch

### Italien
- Albanisch
- Deutsch (regionale Amtssprache in der Region Trentino-Südtirol), Südtirolerisch als Umgangssprache
  - diverse höchstalemannische und südbairische Mundarten (Zimbrisch u. a.)
- Franko-Provenzalisch
- Französisch (regionale Amtssprache im Aostatal)
- Furlanisch
- Griechisch (als Griko in Kalabrien und Apulien)
- Katalanisch (in Alghero)
- Kroatisch, Moliseslawisch
- Ladinisch (regionale Amtssprache in der Region Trentino-Südtirol; Sprachinseln auch in der Provinz Belluno)
- Ligurisch
- Okzitanisch
- Sardisch
- Sizilianisch
- Slowenisch (regionale Amtssprache in den ehemaligen Provinzen Triest und Gorizia)
- Venetisch
- Romani

### Kasachstan (europäischer Teil)
- Russisch

### Kosovo
- Bosnisch
- Goranski
- Romani
- Türkisch
- Serbisch (zweite Amtssprache)

### Kroatien
- Albanisch
- Bosnisch
- Deutsch
- Italienisch
- Istriot
- Istrorumänisch
- Romani
- Russinisch
- Serbisch
- Slowakisch
- Tschechisch
- Ungarisch

### Lettland
- Belarussisch
- Estnisch
- Ivrit
- Litauisch
- Polnisch
- Romani
- Russisch
- Ukrainisch

### Litauen
- Belarussisch
- Karaimisch
- Lettisch
- Polnisch
- Romani
- Russisch
- Tatarisch
- Ukrainisch

### Moldau
- Bulgarisch
- Gagausisch
- Russisch
- Ukrainisch

### Montenegro
- Albanisch
- Bosnisch
- Kroatisch
- Serbisch
- Romani

### Niederlande
- Limburgisch verwandt mit dem linksrheinischen „Öcher Platt“ = Aachener Platt, in Ostbelgien der deutsche Sprachraum und in Vaals / Kerkrade das limburgische Platt.
- Niedersächsisch
- Romani
- Westfriesisch

### Nordmazedonien
- Albanisch
- Aromunisch
- Bosnisch
- Meglenorumänisch
- Romani
- Serbisch
- Türkisch

### Norwegen
- Kven
- Lulesamisch
- Nordsamisch
- Südsamisch

### Österreich
→ Minderheitensprachen in Österreich
- Burgenlandkroatisch im Burgenland
- Jenisch
- Romani
- Slowakisch in Wien
- Slowenisch in Kärnten und der Steiermark
- Tschechisch in Wien
- Ungarisch im Burgenland und in Wien

### Polen
- Belarussisch im Grenzgebiet zu Belarus
- Deutsch, als Hilfssprache in einzelnen Gemeinden, hauptsächlich in Oberschlesien
- Kaschubisch in der (Kaschubei) – Woiwodschaft Pommern (mit Möglichkeit eines Abiturabschlusses in dieser Sprache)
- Jiddisch
- Litauisch im Grenzgebiet zu Litauen
- Masurisch im Gebiet der Masuren
- Romani
- Slowakisch im Grenzgebiet zur Slowakei
- Tatarisch im Grenzgebiet zu Belarus
- Tschechisch im Grenzgebiet zu Tschechien
- Ukrainisch im Grenzgebiet sowie von vielen Einwanderern

### Portugal
- Mirandesisch, in der Gegend um Miranda do Douro

### Rumänien
- Aromunisch
- Bulgarisch
- Deutsch
- Jiddisch
- Kroatisch
- Polnisch
- Romani
- Russinisch
- Russisch
- Serbisch
- Slowakisch
- Tatarisch
- Tschechisch
- Türkisch
- Ukrainisch
- Ungarisch

### Russland (europäischer Teil)
- Armenisch
- Baschkirisch
- Belarussisch
- Deutsch
- Finnisch
- Ischorisch
- Kalmückisch
- Karelisch
  - Lüdisch
  - Olonetzisch
- Komi
  - Komi-Permjakisch
  - Komi-Syrjänisch
- Mari
  - Bergmari
  - Wiesenmari
- Mordwinisch
  - Ersjanisch
  - Mokschanisch
- Nenzisch
- Romani
- Samisch
  - Kildinsamisch
  - Skoltsamisch
  - Tersamisch
- Tatarisch
- Tschuwaschisch
- Udmurtisch
- Ukrainisch
- Wepsisch
- Wotisch

### Schweden
- Dänisch
- Finnisch
- Gutamål (Gutnisch, Gotländisch)
- Jämtländisch
- Jiddisch
- Meänkieli (Tornedalfinnisch)
- Romani
- Samisch (Lappisch)

### Schweiz
«Als von der Charta erfasste und geschützte Minderheitensprachen in der Schweiz gelten das Deutsch in Bosco-Gurin (Walserisch), Deutsch in Ederswiler (Jura), Italienisch in Graubünden, Italienisch im Tessin, Romanisch, Jenisch und Jiddisch.»
- Deutsch (Amtssprache; in Bosco-Gurin und Ederswiler zudem Minderheitensprache)
- Französisch (Amtssprache)
- Gebärdensprachen:
  - Deutschschweizer Gebärdensprache
  - Langue des signes Suisse romande (anerkannt im Kanton Genf)
  - Lingua dei segni della Svizzera italiana
- Italienisch (Amtssprache)
  - Lombardische Sprache (Mundarten in den Kantonen Graubünden und Tessin)
- Franko-Provenzalisch
- Jenisch (anerkannt als territorial nicht gebundene Sprache)
- Jiddisch (anerkannte Minderheitensprache)
- Rätoromanisch (Landessprache, Amtssprache im Kanton Graubünden)
- Romani (Sprache der Sinti; Sinti sind als nationale Minderheit anerkannt)

### Serbien
- Albanisch
- Aromunisch
- Bosnisch
- Bulgarisch
- Deutsch
- Kroatisch
- Mazedonisch
- Romani
- Rumänisch
- Russinisch
- Slowakisch
- Tschechisch
- Türkisch
- Ungarisch

### Slowakei
- Deutsch
- Romani
- Russinisch
- Tschechisch
- Ukrainisch
- Ungarisch

### Slowenien
- Bosnisch
- Deutsch
- Italienisch
- Kroatisch
- Romani
- Serbisch
- Ungarisch

### Spanien
- Aragonesisch
- Aranesisch (= Okzitanisch in Frankreich)
- Asturisch
- Baskisch im Baskenland und Navarra
- Caló
- Galicisch in Galicien
- Katalanisch in Katalonien, in der Region Valencia[4] (als Valencianisch) und auf den Balearen (Balearische Dialekte)
- Leonesisch in Kastilien-León
- Quinqui, Sprache der Mercheros, einer seit dem 17. Jahrhundert bezeugten sozialen Randgruppe in Spanien
- Romani

### Tschechien
- Deutsch
- Polnisch im Grenzgebiet
- Romani
- Slowakisch

### Türkei
- Adygeisch
- Arabisch
- Aramäisch
- Armenisch
- Bosnisch
- Georgisch
- Griechisch
- Kurmandschi
- Lasisch
- Romani
- Zazaisch

weitere Turksprachen wie:
- Aserbaidschanisch
- Gagausisch
- Krimtatarisch
- Tatarisch
- Turkmenisch
- Uigurisch

### Ukraine
- Belarussisch
- Bulgarisch
- Deutsch
- Gagausisch
- Jiddisch
- Krimtatarisch
- Polnisch
- Romani
- Rumänisch
- Russisch
- Russinisch
- Tatarisch
- Türkisch
- Ungarisch

### Ungarn
- Armenisch
- Bulgarisch
- Deutsch
- Griechisch
- Kroatisch
- Polnisch
- Romani
- Rumänisch
- Russinisch
- Serbisch
- Slowakisch
- Slowenisch
- Ukrainisch

### Vereinigtes Königreich
- Irisch (regionale Amtssprache in Nordirland)
- Kornisch (regionale Amtssprache in Cornwall)
- Schottisch-Gälisch (regionale Amtssprache in Schottland)
- Scots
- Shelta
- Ulster Scots
- Walisisch (regionale Amtssprache in Wales)

#### Kronbesitzungen der britischen Krone
- Jèrriais (vom Aussterben bedrohte Sprache in Jersey und Sark)
- Manx (regionale Amtssprache auf der Isle of Man)

### Zypern
- Armenisch
- Türkisch
- Zyprisches Arabisch (arabischer Dialekt der auf Zypern lebenden Maroniten)